# Diplomacia del lobo guerrero
La Diplomacia del Lobo Guerrero (en chino: 战狼外交; Pinyin: zhànláng wàijiāo) describe un estilo agresivo de diplomacia adoptado por los diplomáticos chinos en el siglo XXI, bajo la administración del líder chino Xi Jinping. En contraste con la práctica diplomática china anterior, el llamado «ascenso pacífico de China», que había enfatizado el evitar la controversia y el uso de la retórica cooperativa, la «Diplomacia del Lobo Guerrero» es más combativa, y sus defensores denuncian abiertamente las críticas a China en las redes sociales y en entrevistas. Aparte de Xi Jinping, Zhao Lijian, Hua Chunying, Wang Wenbin y Liu Xiaoming han sido descritos como destacados defensores de la diplomacia del lobo guerrero.
Aunque la frase «diplomacia del lobo guerrero» solo se popularizó como descripción de esta filosofía diplomática durante la pandemia de COVID-19, la aparición de diplomáticos al estilo lobo guerrero comenzó unos años antes. Se han citado como factores que llevaron a su surgimiento la hostilidad contra China percibida por parte de Occidente entre los funcionarios del gobierno chino y los cambios dentro de la burocracia diplomática china.
El nombre de este estilo de diplomacia se deriva de Lobo Guerrero 2, una película de acción china de 2017. El lema de la película es «Aunque esté lejos, cualquiera que se oponga a China pagará».

## Visión general
La diplomacia del lobo guerrero se caracteriza por el uso de la retórica de confrontación por parte de los diplomáticos chinos, así como por la mayor disposición de los diplomáticos para rechazar las críticas a China y la controversia judicial en entrevistas y en las redes sociales. Es un alejamiento de la antigua política exterior china, que se centró en trabajar entre bastidores, evitando controversias y favoreciendo una retórica de cooperación internacional, ejemplificada por la máxima de que China "debe ocultar su fuerza" en la diplomacia internacional. Este cambio refleja un cambio mayor en la forma en que el gobierno chino y el PCCh se relacionan e interactúan con el mundo en general. Al parecer, los esfuerzos destinados a incorporar a la diáspora china en la política exterior de China también se han intensificado con un énfasis puesto en la lealtad étnica sobre la lealtad nacional.
La diplomacia del lobo guerrero comenzó a surgir en 2017, aunque algunos componentes de ella ya se habían incorporado a la diplomacia china antes de esa fecha. También se observó un impulso diplomático asertivo que se asemeja a la diplomacia del lobo guerrero después de la crisis financiera de 2008. El surgimiento de la diplomacia del lobo guerrero se ha vinculado a las ambiciones políticas de Xi Jinping, así como a la hostilidad contra China percibida por parte de Occidente entre los funcionarios del gobierno chino.
El "lobo guerrero" comenzó a ser utilizado como palabra de moda durante la pandemia de COVID-19. En Europa, los líderes han expresado su sorpresa por el uso de un tono diplomático por parte de los chinos que antes solo habrían usado con países pequeños o débiles, con el mensaje cambiando de un tono de colaboración a uno de oposición.
Un factor que pudo haber contribuido a generar la diplomacia del lobo guerrero fue la adición de una sección de relaciones públicas a los informes internos de desempeño de los empleados. Esto incentivó a los diplomáticos chinos a ser activos en las redes sociales y dar entrevistas controvertidas. Además, un cuadro más joven de diplomáticos que se abrió camino en las filas del servicio diplomático chino y este cambio generacional también se considera que explica parte del cambio. La actividad en las redes sociales aumentó considerablemente y el tono de la participación en las redes sociales se volvió más directo y conflictivo.
China dice que la diplomacia del lobo guerrero es una respuesta «necesaria» a la presencia de los diplomáticos occidentales en las redes sociales. Más específicamente, el viceministro de Relaciones Exteriores Le Yucheng dice que cree que los países extranjeros «están llegando a nuestra puerta, interfiriendo en nuestros asuntos familiares, fastidiándonos constantemente, insultándonos y desacreditándonos, [por lo que] no tenemos más remedio que defender firmemente nuestros intereses y dignidad nacionales».

## Respuesta
La diplomacia del lobo guerrero a menudo ha obtenido una fuerte respuesta y, en algunos casos, ha provocado una reacción violenta contra China y diplomáticos específicos. Para 2020, The Wall Street Journal informaba que el auge de la diplomacia del lobo guerrero había dejado a muchos políticos y empresarios sintiéndose atacados. Una encuesta realizada por Pew Research Center encontró que el 78% de las personas en las naciones occidentales «no tiene demasiada o ninguna confianza» en el liderazgo de China para hacer lo correcto con respecto a los asuntos mundiales. En diciembre de 2020, Nicolás Chapuis, embajador de la Unión Europea en China, advirtió que:

Lo que sucedió durante el último año ... es una interrupción masiva o una reducción en el apoyo en Europa, y en otras partes del mundo, sobre China. Y les digo eso a todos mis amigos chinos, deben mirarlo seriamente.